# Sedum fusiforme
Sedum fusiforme — вид рослин з родини Товстолисті (Crassulaceae), ендемік Мадейри.

## Опис
Розлога рослина до 15 см заввишки. Листки до 2 см завдовжки, тьмяні, верхні — іноді дещо сплюснені з червоною поздовжньою смугою. Квіти до 9 мм упоперек, жовті з червоними плямами і зеленими кілями, п'яти-пелюсткові, у невеликих компактних суцвіттях, з'являються наприкінці літа.

## Поширення
Ендемік Мадейри (о. Мадейра).
Вид зростає на скелястому узбережжі.